# Karsa Ferenc
Szentkirályszabadjai Karsa Ferenc (Zsujta, 1827. december 24. – Budapest, 1915. február 7.) 1848-as honvéd hadnagy, Görgey parancsőrtisztje, emlékíró, árvaszéki helyettes elnök, önkéntes tűzoltó-egyletek szervezője.

## Élete

### Származása, testvérei
Karsa Ferenc 1827-ben született Zsujtán Karsa László és örösi Rátkay Mária fiaként. Testvérei voltak András (Endre) és János 1848-as hadnagyok. György nevű bátyja, szintén 1848-as honvéd volt, később Kassa főjegyzője lett (1897 januárjában halt meg, 74 évesen), Árpád nevű öccse 14-15 éves korában szintén a seregbe állt, először századírnok volt, később honvédként szolgált, a szabadságharc végére őrmesteri címet kapott.

### A szabadságharcban
Iskolai tanulmányait Kassán, Kézsmárkon és Sárospatakon folytatta (1842-től 1848-ig a gróf Buttler-féle ösztöndíjban részesült). A forradalom kitörésekor Sárospatakon volt joggyakornok, éppen ügyvédi vizsgának letétele előtt állt. 1848. augusztus 26-án jelentkezett Kassán a seregbe, testvérével, Jánossal és két másik Zsujtáról való fiatallal, Jantó Bertalannal és egy cigánylegénnyel, Tato Józseffel.
A szabadságharcban először a 20. (kassai) honvédzászlóaljban harcolt, majd az 52. (Bocskai) zászlóaljban, miután a 20. 1849. február 11-én Aszalónál ebbe került beolvasztásra. A szabadságharc során 12 csatában vett részt, többek között a tarcaliban (1849. január 22.), a bodrogkeresztúriban (1849. január 23.), a tokajiban (1849. január 31.), tornaaljaiban, kápolnaiban, tápióbicskeiben (1849. április 4.), egerfarmosiban (1849. március 1.).
A bodrogkeresztúri csatában Schulz Bódog a város északi végén az ellenség által elfoglalt épületek, különösen a serház bevételére utasította a 20. zászlóalj egyik századát. A feladatot nehezítette a fogyóban lévő muníció és a városra leszállt köd. A századot négy rohamoszlopra bontották. Az első a befagyott Bodrogon keresztül igyekezett a császári csapatok hátába kerülni, a második a szárazmalom felől, a sörház nyugati oldalának irányában, a temető felé tartó oldalúton indult támadásba, a harmadik az országúton, szemből a sörháznak nyomult előre (melyet Hegyeghy Samu mádi születésű főhadnagy vezetett), míg a negyedik Karsa Ferenc által vezetett csapat  a főutcával párhuzamosan az országút felett futó pincesorok között egy négy méter széles sikátorban indult meg. Hegymeghy és emberei közül sokan az osztrák golyók áldozatává lettek, de a többiek fokozatosan haladtak előre, házról-házra. Mikoris a Karsa által vezetett emberek egy fehér szíjas különítménnyel találták szembe magukat, akiket osztrákoknak hittek. Karsa támadást vezényelt, de még mielőtt összecsaptak volna kiderült, hogy az osztrákoknak vélt katonák valójában a Don-Miguel század, amely a Hegymeghy-szakasz elestével támadt űrt érkezett betölteni. A vezető tiszt a következő szavakkal tisztázta a helyzetet: „ha le tudtátok lőni embereimet, tudjatok ártani a németeknek is, és meg ne álljatok a város végéig” A csata végül magyar győzelemmel zárult.
Gyorsan haladt felfelé a ranglétrán; a téli hadjáratban őrmesteri rangban szolgált és a nagysallói csata után hadnagyi kinevezést kapott. A 3. hadtesttel jelen volt Komárom felszabadításánál, és az elsők között volt, akik feljutottak Buda várába. Világosnál nem tette le a fegyvert, Erdély hegyei között harcolt tovább, majd bujdosni kényszerült.

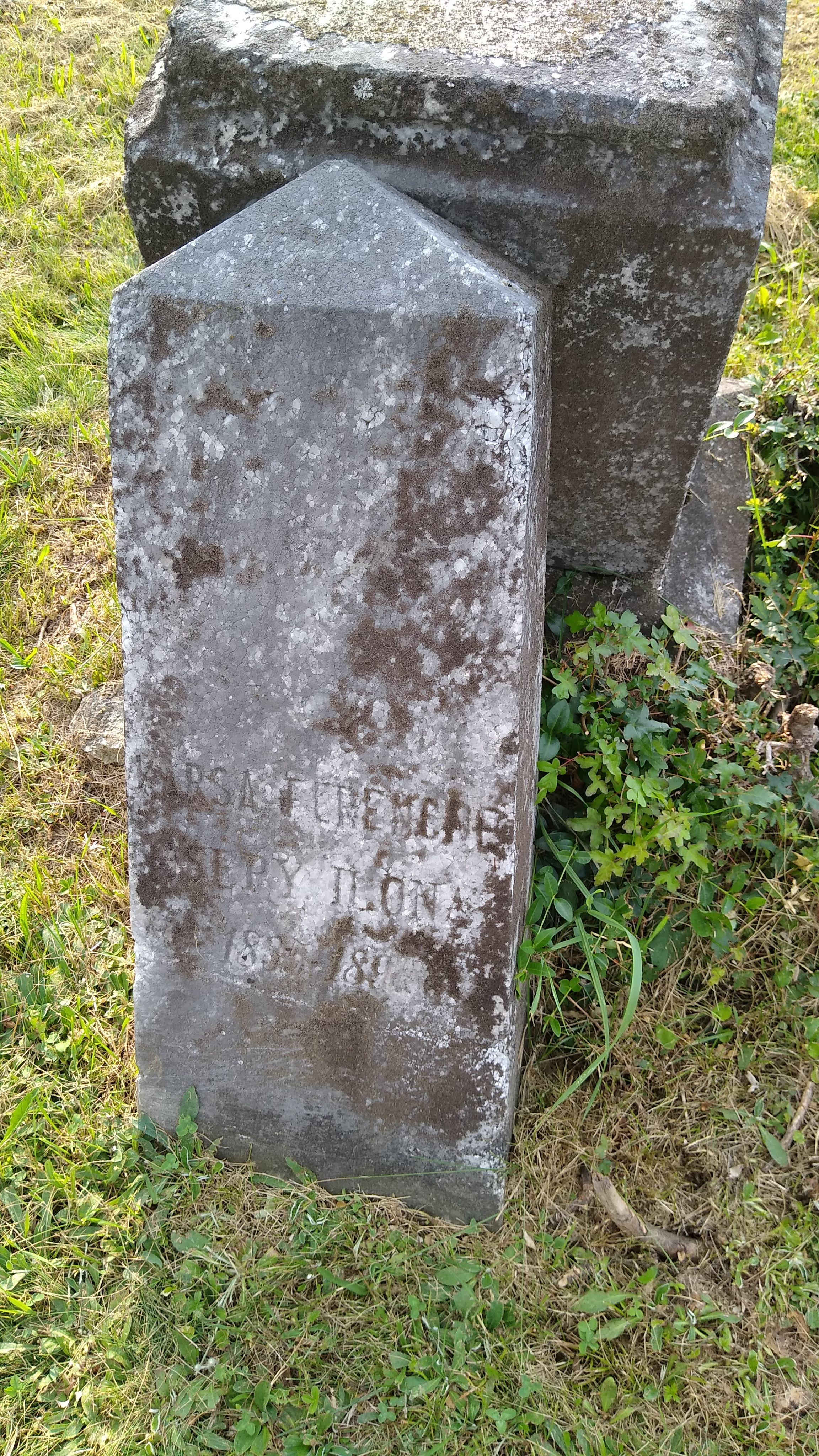
Isépy Ilona (1834-1891), Karsa Ferencné, sírköve.

Később Vay bárónál nevelő lett, majd ügyvédsegéd volt, és 1860-ig anyja birtokán Magyarizsépen gazdálkodott. 1860-ban a Sennyey-hitbizomány pénztárnoka lett. 1873-ban Zemplén vármegye szolgálatába lépett és 1881-tól az árvaszék helyettes elnöke volt. Elhunyt 1915. február 7-én hajnali 4 órakor influenzában és tüdőgyullásban. Neje Isépy Ilona volt, akinek sírköve az elhanyagolt magyarizsépi temetőben még fellelhető.

### Emléke
- Zsujtai szülőházán 1989 nyarán helyeztek el emléktáblát
- A Kerepesi temetőben, a Kossuth-mauzóleum mögött, 1989. március 14-én avatták fel kopjafáját.

## Írásai
A szabadságharc alatt hadi naplójában örökítette meg a szabadságharc sok érdekes epizódját és a gyermekhősök emlékét is, amelyben közrejátszhatott az is, hogy tizennégy éves öccse, Árpád is a seregben volt. Karsa örökítette meg Farkas Ferenc református rektor tanítványait, akik az isaszegi csatatérig hírláncot alkottak és egymástól hangtávolságnyira állva, tudósították a többieket a pillanatnyi hadi helyzetről. Szintén tőle tudunk a váci csatatér vakmerő gyermekeiről, akik a golyózáporban, kezükben vödrökkel, zsákokkal az ágyúgolyókat gyűjtötték össze és vitték sebesen a tüzéreknek, akik aztán ezzel lőtték az osztrákokat. Karsa írt a szabadságharc legfiatalabbjáról, a mindössze tizenkét esztendős, nagykinizsai születésű bojtárfiúról, Szabó Józsefről is, aki társával a korláti Koczák Pistával élelemmel látta el Karsa századát („A süldő meg a tinó, mit ők ketten szereztek a kihalt tájon, szinte az éhhaláltól mentette meg” a honvédeket). Szabó Jóska a tokaji csatánál is jelen volt, beosont a városba és visszatérve beszámolt a városban tartózkodó ellenségről, talán a lövegek számát is megmondhatta Klapkának.
Karsa írását naplójának szánta, melynek eredetileg a "A körültem és velem 1848. és 1849. években történt események" címet adta és sokáig kéziratban maradt, de már 1888-ban a Zemplén című folyóirat, a Hadtörténeti Közlemények 1922–1923-as évfolyamában pedig Pilch Jenő hadtörténész közölt belőle részleteket.
Rakó József 1988-ban Karsa Ferenc leszármazottjánál, Karsa László budapesti mérnöknél fellelte a kéziratot. Erről ő és Katona Tamás fénymásolatot kaptak. Katona Tamás a szerkesztésében megjelent „Budavár bevételének emlékezete 1849” (Európa Könyvkiadó, Budapest, 1989.) című kötetben közölte az emlékiratnak a budai vár bevételére vonatkozó részét. A teljes kéziratot a Kossuth Kiadó Rakó szerkesztésében óhajtotta kiadni, ez azonban a Kiadó csődbe jutása miatt meghiúsult, végül a Zrínyi Kiadó 1993-ban Bona Gábor szerkesztésében jelentette meg.

### Folyóiratokban megjelent cikkei
- a Kertészgazdában (1866. Gazdasági műszók: oltani-ojtani? Assa foetida, szives kérelem az állatorvos urakhoz és ...a... jegy *alatt több gazdasági cikk);
- a Falusi Gazdában,
- a Zemplénben (vezércikkek és tárcák, 1888. 51. szám; 1848-49. emlékeimből)
- a Zemplénmegyei orvos-gyógyszerész-egyesület népszerű előadásainak gyűjteményében (1887-89. Mutatványok 1848-49. honvédnaplójából)
- a Nyelvőrben (1888.)

### Visszaemlékezései
- Szabadságharcos napló. "A körültem és velem 1848. és 1849. években történt események"; sajtó alá rend. Bona Gábor; Zrínyi, Budapest, 1993